# Superodontella pseudolamellifera
Superodontella pseudolamellifera is een springstaartensoort uit de familie van de Odontellidae. De wetenschappelijke naam van de soort is voor het eerst geldig gepubliceerd in 1949 door Stach.